# En enda man
En enda man (engelska: A Single Man) är en amerikansk dramafilm från 2009, i regi av Tom Ford. Filmen är baserad på Christopher Isherwoods roman med samma namn från 1964. I huvudrollerna ses Colin Firth, Matthew Goode, Julianne Moore och Nicholas Hoult.  

## Handling
Filmen utspelar sig i Los Angeles år 1962 och kretsar kring en brittisk collegelärare, George Falconer. Han har svårt att finna mening i livet sedan hans partner sen 16 år tillbaka, Jim, dött i en bilolycka åtta månader tidigare. Filmen följer George under en dag i livet. 

## Om filmen
På Oscarsgalan 2010 var Colin Firth nominerad i kategorin bästa manliga huvudroll för sin medverkan i En enda man. Filmen var också nominerad till Guldlejonet vid Filmfestivalen i Venedig 2009.

## Rollista i urval
- Colin Firth - George Falconer
- Julianne Moore - Charlotte "Charley"
- Nicholas Hoult - Kenny Potter
- Matthew Goode - Jim
- Jon Kortajarena - Carlos
- Paulette Lamori - Alva
- Ryan Simpkins - Jennifer Strunk
- Ginnifer Goodwin - Mrs. Strunk
- Teddy Sears - Mr. Strunk
- Paul Butler - Christopher Strunk
- Aaron Sanders - Tom Strunk
- Lee Pace - Grant Lefanu
- Erin Daniels - bankbiträde
- Aline Weber - Lois